# Macrostylis lacunosa
Macrostylis lacunosa är en kräftdjursart som beskrevs av Boris Vladimirovich Mezhov2004. Macrostylis lacunosa ingår i släktet Macrostylis och familjen Macrostylidae. Inga underarter finns listade i Catalogue of Life.